# Horse Shoe (Carolina del Norte)
Horse Shoe es un lugar designado por el censo ubicado en el condado de Henderson en el estado estadounidense de Carolina del Norte. La localidad en el año 2010, tenía una población de 2.351 habitantes.

## Geografía
Horse Shoe se encuentra ubicado en las coordenadas 35°19′56.61″N 82°33′45.42″O / 35.3323917, -82.5626167. 